# Ніжинський академічний український драматичний театр імені М. Коцюбинського
Ніжинський академічний український драматичний театр ім.М.М.Коцюбинського — драматичний театр у місті Ніжині Чернігівської області, що має давні добрі традиції, є гідним продовжувачем театральних традицій славетної акторки Марії Заньковецької; один із головних культурних осередків міста і області.
Театр розташований за адресою: вул. Воздвиженська, 24, м. Ніжин-16600, Чернігівська область, Україна.
Директор закладу —  заслужений працівник культури України, Юрій Миколайович Муквич, заступник генерального директора-художнього керівника з творчих питань — народна артистка України, Алла  Василівна  Соколенко.

## З історії театру
Театральне мистецтво у Ніжині має добрі традиції — творчинею першого напівпрофесійного і майже стаціонарного театру в місті була славетна Марія Заньковецька. Це був Ніжинський народний театр, що діяв у 1918—22 роки, його змінила Ніжинська державна драматична студія (1922—34). До Другої Світової війни місто мало (від 1906 року) свою власну театральну сцену — Ніжинський літній театр.

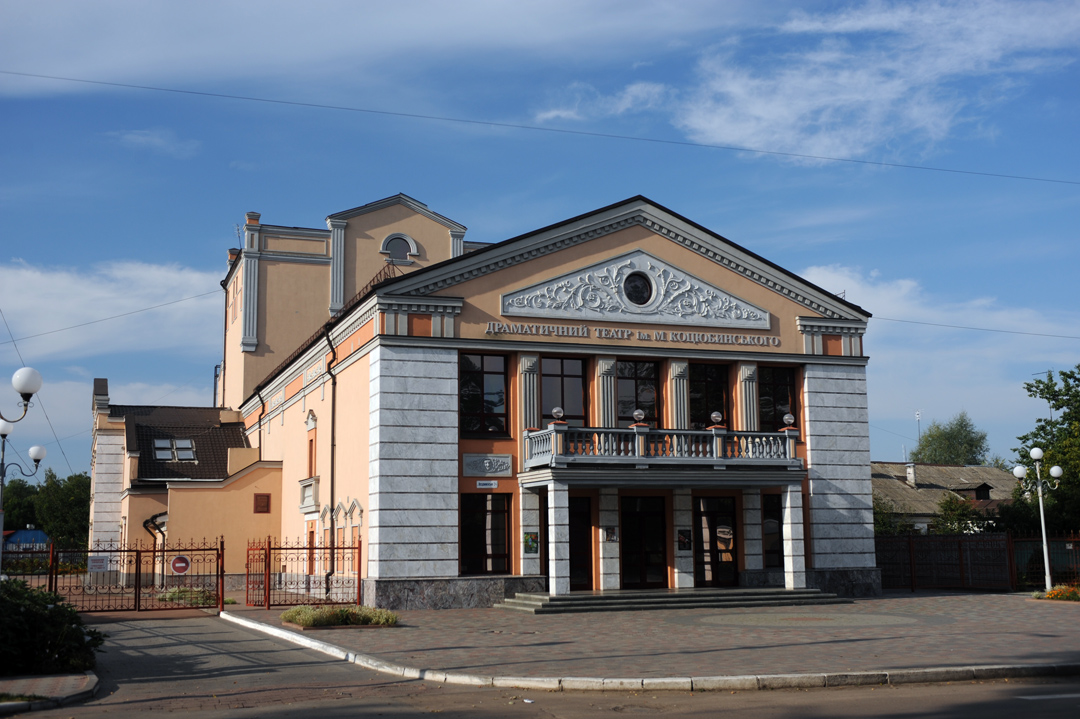

Власне театр, який тепер відомий під ім'ям  Ніжинський академічний український драматичний театр ім.М.М.Коцюбинського, був заснований у жовтні 1933 року на базі аматорського театру цукрового заводу, організованого Б. Б. Лучицьким у місті Буринь (тепер Сумської області). Відкрився театр 6 лютого 1934 виставою «Украдене щастя» Івана Франка.
У 1930-х роках театр працював під назвами: Перший робітничо-комуністичний театр Чернігівщини, Перший робітничо-колгоспний театр Чернігівщини, Чернігівський колгоспний театр імені М. М. Коцюбинського.
Від 1939 року театр має сучасну назву — Ніжинський український драматичний театр імені Михайла Коцюбинського.
Під час німецько-радянської війни, а са́ме у 1941—44 роках колектив театру працював у Сибіру та на Далекому Сході. По закінченню війни театр працює у Ніжині.
За роки існування театр очолювали: народний артист УРСР Б. Б. Лучицький (1934—41, 1946—59), заслужений артист УРСР І. К. Бровченко (1942—46), О. М. Льдов (1960—61), М. Я. Юдицький (1961—63), В. Г. Авраменко (1964—74) та інші.
У виставах Ніжинського театру брали участь народні артисти СРСР А. М. Бучма та Н. М. Ужвій, співали народні артисти СРСР М. І. Литвиненко-Вольгемут та І. С. Паторжинський, народні артисти УРСР О. А. Петрусенко та М. І. Донець.
У 1980—2000-х театр фактично не мав власного приміщення, залишаючись чи не єдиним державним пересувним театром (в окремі періоди містився у будинках по вулиці Ломоносова у Ніжині).
На початку 2000-х років питання з постійним театральним приміщенням  Ніжинського академічного українського драматичного театру ім.М.М.Коцюбинського було нарешті вирішено завдяки зусиллям Голови Верховної Ради України І. С. Плюща та профспілки працівників «Укрзалізниці» — урочисте відкриття сучасної театральної будівлі відбулося 8 березня 2002 року.
1 листопада 2008 року  Ніжинський академічний український драматичний театр ім.М.М.Коцюбинського разом із запрошеними колегами з інших міст держави урочисто відзначив 75-ліття від часу створення творчого колективу.

## Репертуар і діяльність
У діючому (кін. 2000-х рр.) репертуарі  Ніжинського академічного українського драматичного театру ім.М.М.Коцюбинського 35 вистав і театралізованих костюмованих концертів та дійств. Серед вистав:
- 10 драматичних[4] — «Зачарована Десна» за О. П. Довженком (режисер-постановник та автор інсценівки заслужений артист України Олексій Биш) «Циганка Аза» М. П. Старицького (режисер заслужений артист України Олексій Биш), «Ніч під Івана Купала» М. П. Старицького, мелодрама-авторський проект заслуженого діяча мистецтв Олександра Бойцова «Марія Заньковецька», «Амор. Кохано. Італьяно.» за п'єсою Альдо Ніколаї «Любов до гробу або це була не п'ята, а дев'ята» режисер-постановник заслужений артист України Олексій Биш, драми «Останній Гречкосій» О.Огородника, та «Безодня» О.Огородника (режисер-постановник, заслужений діяч мистецтв України Орест Огородник), сучасна українська трагікомедія «Експериментаріум», П.Ар’є (режисери постановники –заслужений діяч мистецтв України Олекса Кравчук та народна артистка України Алла Соколенко), драма «Слава Героям», П.Ар’є (режисер-постановник народна артистка України Алла Соколенко)  та інші;
- 4 комедійні[5]-«Одруження» за М. В. Гоголем (режисер-постановник заслужений артист України Олексій Биш), «Квартет для двох» А. Крима (режисер-постановник заслужений артист України Олексій Биш)
- 4 дитячі[6] — «Скарби капітана Флінта !!!» Р. Л. Стівенсона(режисер-постановник заслужений артист України Олексій Биш), «Пригоди Лиса та Крола» С.Астраханцева (режисер-постановник заслужений артист України Олексій Биш), «Маленька баба Яга» О. Пройслера та інші.

Від 2004 року на базі театру відбувається щорічний «Міжнародний театральний фестиваль жіночої творчості імені Марії Заньковецької» , зокрема, масштабністю відзначився V-й (27 жовтня — 4 листопада 2008 року), який збігся у часі зі святкуванням 75-літнього ювілею театру. 2019 року – щорічний «Міжнародний театральний фестиваль малих форм «Майстерія», присвячений Міжнародному дню театру.
Ніжинський академічний український драматичний театр ім.М.М.Коцюбинського — важливий культурний осередок міста, тут відбуваються значні загальнодержавні і локальні святкування, культурні і творчі заходи, урочисті збори тощо.